# Cyclosa durango
Cyclosa durango Levi, 1999 è un ragno appartenente alla famiglia Araneidae.

## Etimologia
Il nome della specie deriva dallo Stato messicano di Durango

## Caratteristiche
L'olotipo femminile ha dimensioni: cefalotorace lungo 1,8 mm, largo 1,3 mm; opistosoma lungo 4,2 mm.

## Distribuzione
La specie è stata reperita nel Messico centrosettentrionale: 16 km ad est di El Salto, cittadina dello Stato di Durango.

## Tassonomia
Al 2013 non sono note sottospecie e dal 1999 non sono stati esaminati nuovi esemplari.